# Blang Asan (Kota Sigli)
Blang Asan is een bestuurslaag in het regentschap Pidie van de provincie Atjeh, Indonesië. Blang Asan telt 1921 inwoners (volkstelling 2010).